# Samenloop (aansprakelijkheid)
Het leerstuk van de samenloop regelt in welke mate verschillende aansprakelijkheidsregimes (contractueel, buitencontractueel, strafrechtelijk) kunnen gelden voor dezelfde feiten. Toegelaten samenloop betekent dat het slachtoffer kan kiezen op welk regime het zich beroept, niet dat het vergoedingen uit verschillende stelsels mag cumuleren. Verboden samenloop betekent dat één vorm van aansprakelijkheid voorrang krijgt en dat de andere moet wijken.
Samenloop mag niet worden verward met co-existentie.

## Samenloop tussen contractuele en buitencontractuele aansprakelijkheid

### België
Naar Belgisch recht krijgt de contractuele aansprakelijkheid voorrang op de buitencontractuele, wat wil zeggen dat wanneer er een contract in het spel is, er in principe geen beroep gedaan kan worden op de buitencontractuele aansprakelijkheid. Aan de grondslag van deze regel ligt de aanname dat de partijen ervoor gekozen hebben om hun rechtsverhouding te onderwerpen aan zelfgekozen bepalingen en dat die moeten volstaan. Uiteraard zijn ze vrij om deze aanname te weerspreken door een beding op te nemen dat samenloop aanvaardt. Een verdere uitzondering op het samenloopverbod is de jurisprudentiële regel dat er buitencontractuele aansprakelijkheid is als de fout en de schade vreemd zijn aan de uitvoering van het contract. Ten slotte aanvaardt de rechtspraak dat een strafrechtelijk misdrijf tot burgerlijke aansprakelijkheid leidt, ook als de feiten zich hebben voorgedaan bij de uitvoering van een overeenkomst (zie punt 2).
De tweede uitzondering is door een cassatiearrest van 2006 versoepeld, klaarblijkelijk om alsnog aansluiting te zoeken bij de eerder verworpen 'verfijningstheorie'. Om samenloop te kunnen hebben moet de schade nog steeds vreemd zijn aan de overeenkomst, maar de fout niet meer. Het volstaat dat ze tegelijk een wanprestatie én een onrechtmatige daad is:
De contractant die zich door zijn werknemer laat vervangen voor de uitvoering van een contractuele verplichting is zelf contractueel aansprakelijk voor de schade die de uitvoerder veroorzaakt. Hij kan slechts quasi-delictueel aansprakelijk worden gesteld indien de hem ten laste gelegde fout een tekortkoming uitmaakt niet alleen aan de contractuele verbintenis maar ook aan de algemene zorgvuldigheidsplicht die op hem rust en indien deze fout andere dan aan de slechte uitvoering te wijten schade heeft veroorzaakt.
Het is niet zeker of alle kamers van het hof deze koerswending volgen. Een ander arrest van 2006 leek vast te houden aan de stuwadoorsleer, hoewel het zich niet over een contractuele maar een reglementaire relatie moest uitspreken.
Er bestaat in België geen wetgeving over samenloop. De huidige situatie wordt doorgaans geduid als een relatief verbod op samenloop.

#### Geschiedenis
Klassiek oordeelde het Hof van Cassatie dat de regels over onrechtmatige daad het gemene aansprakelijkheidsrecht vormden en niet zomaar verdwenen omdat er een overeenkomst bestond tussen de benadeelde en de aansprakelijke persoon. Met twee arresten maakte het Hof in 1971-73 een ommezwaai. Voortaan moest de buitencontractuele aansprakelijkheid wijken voor de contractuele, behalve als de fout en de schade volledig vreemd waren aan de overeenkomst. Dit was zelfs het geval als een contractspartij voor de uitvoering van haar verbintenis een beroep had gedaan op een uitvoeringsagent of aangestelde:
Overwegende dat de aangestelde of de uitvoeringsagent, die optreedt om een contractuele verbintenis van een partij uit te voeren, extracontractueel enkel aansprakelijk kan gesteld worden indien de hem verweten fout de schending uitmaakt, niet van de contractueel aangegane verbintenis, doch van een iedereen opgelegde verplichting, en indien die fout een andere dan een louter uit de gebrekkige uitvoering van het contract ontstane schade heeft veroorzaakt

### Frankrijk
De samenloop van burgerlijke aansprakelijkheid naar Frans recht betreft de vraag of de regels inzake contractuele en delictuele aansprakelijkheid al dan niet gelijktijdig toepasbaar zijn (cumul of non-cumul). Sommige auteurs maken een onderscheid tussen materiële en intellectuele samenloop: de eerste situatie doet zich voor als meerdere personen eenzelfde schadegeval hebben veroorzaakt, de tweede als meerdere aansprakelijkheidsregimes het schadegeval regelen. Vaststaande rechtspraak houdt een regel van non-cumul aan. Fouten die zich hebben voorgedaan bij het uitvoeren van een overeenkomst, kunnen niet tot delictuele aansprakelijkheid leiden.

## Samenloop tussen burgerlijke en strafrechtelijke aansprakelijkheid

### België
Deze vorm van samenloop doet zich voor als uit een misdrijf schade ontstaat voor andere personen dan de overtreder. Het slachtoffer kan dan een buitencontractuele vordering in stellen, want elke overtreding van de strafwet vormt een fout in de zin van art. 1382 B.W. Complexer wordt het als een contractuele wanprestatie ook een misdrijf constitueert. Dan komen drie regimes samen en kan het slachtoffer kiezen tussen een contractuele en een buitencontractuele vordering om de schade te vergoeden. Dit werd aanvaard in het vakantieverblijfarrest, over een jongen die door monitoren dronken was aangetroffen in zijn kamer en daarna van het balkon viel. Er was sprake van onopzettelijk toebrengen van lichamelijk letsel (misdrijf) en van een slecht uitgevoerde verbintenis om voor de veiligheid van de kinderen in te staan (contract), wat niet verhinderde dat de monitoren ook buitencontractueel konden worden aangesproken door de ouders van de jongen.

## Voetnoten
1. ↑  Cass. 26 oktober 1990 (Vakantieverblijfarrest)
2. ↑  Cass. 29 september 2006 (Tiercé Franco-Belge)
3. ↑  Cass. 27 november 2006 (Gaselwestarrest)
4. ↑  Cass. 13 februari 1930; Cass. 7 november 1969 (Rundertuberculosearrest)
5. ↑  Cass. 4 juni 1971 (EBES-arrest); Cass. 7 december 1973 (Stuwadoorsarrest)
6. ↑  Fabrice Leduc, Les rapports entre les différentes responsabilités du fait d'autrui, 2000, p. 18 e.v.
7. ↑  Cass. fr., 11 januari 1922, S., 1924, nr. 1, p. 105, noot R. DEMOGUE; Cass. fr., 8 februari 2005, D., 2005, Jur., p. 2058, noot CORGAS-BERNARD
8. ↑  Cass. 26 oktober 1990, Arr.Cass. 1990-91, p. 244, Bull. 1991, p. 216, Pas. 1991, I, p. 216, RCJB 1992, p. 497, noot R. Dalcq